# Марія Анна де Бурбон
Марія Анна де Бурбон (фр. Marie-Anne de Bourbon; 2 жовтня 1666, Венсенн — 3 травня 1739, Париж, Франція) — принцеса Конті, старша дочка французького короля Людовика XIV та Луїзи Франсуази де Лавальєр.

## Біографія Марії Анни де Бурбон

### Народження і дитинство
Принцеса Марія Анна де Бурбон народилася в таємниці у Венсенському замку під Парижем 2 жовтня 1666 року. Вона була улюбленою дочкою короля Франції Людовика XIV і вважалася однією з найкрасивіших його дочок.

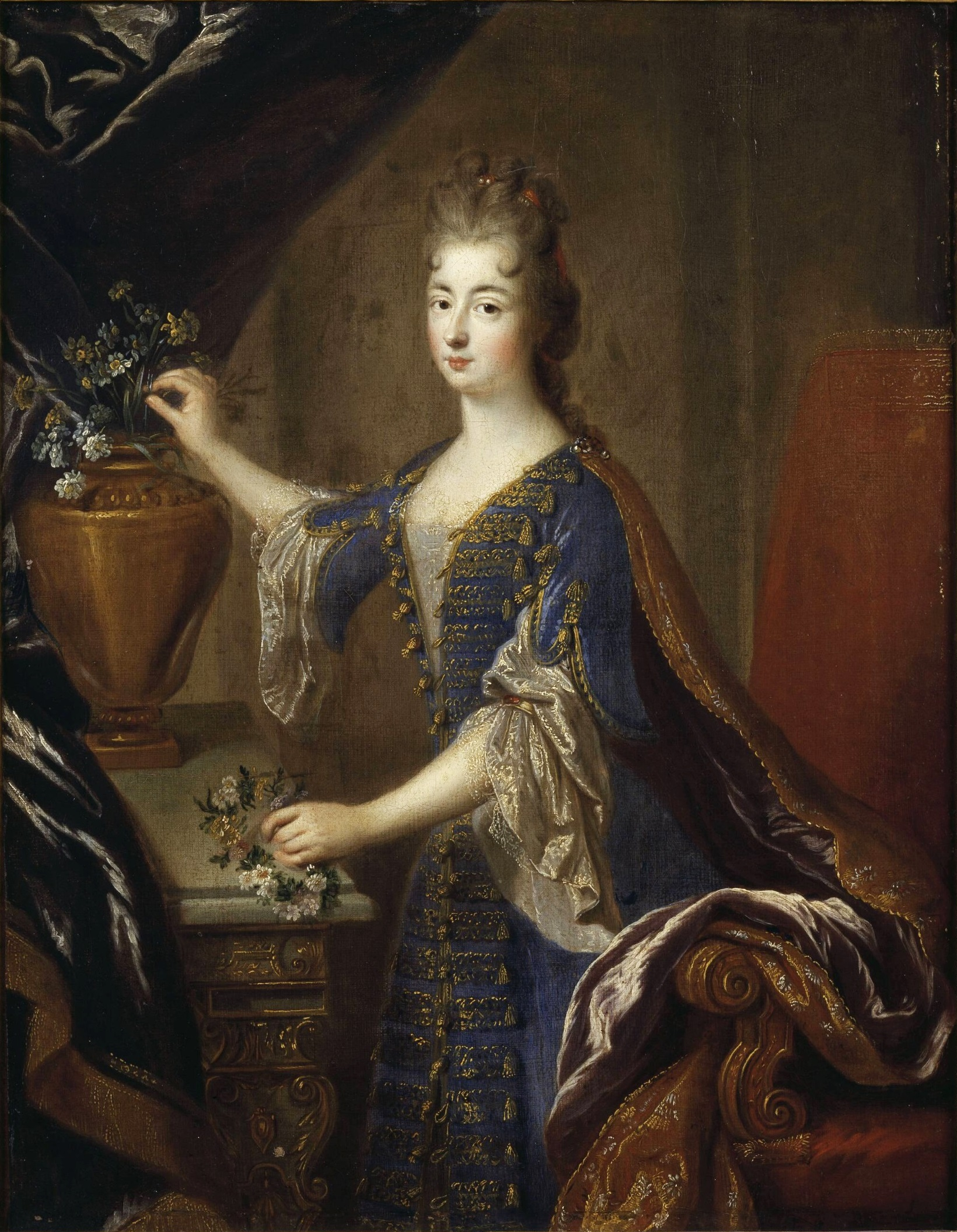
Марія Анна де Бурбон, 1680 рік

Принцесу виховувала мадам Кольбер, дружина прем'єр-міністра Жана-Батіста Кольбера. Марія Анна була узаконена батьком 14 травня 1667 року. У той же день її мати Луїза Франсуаза де Лавальєр отримала титули герцогині де Лавальєр (точніше де ла Вальєр) і де Вожур. В юні роки вона була відома як мадемуазель де Блуа, звернення, яке пізніше використала її зведена сестра, молодша дочка короля Франсуаза-Марія від Франсуази-Атенаїс де Монтеспан.

### Одруження принцеси

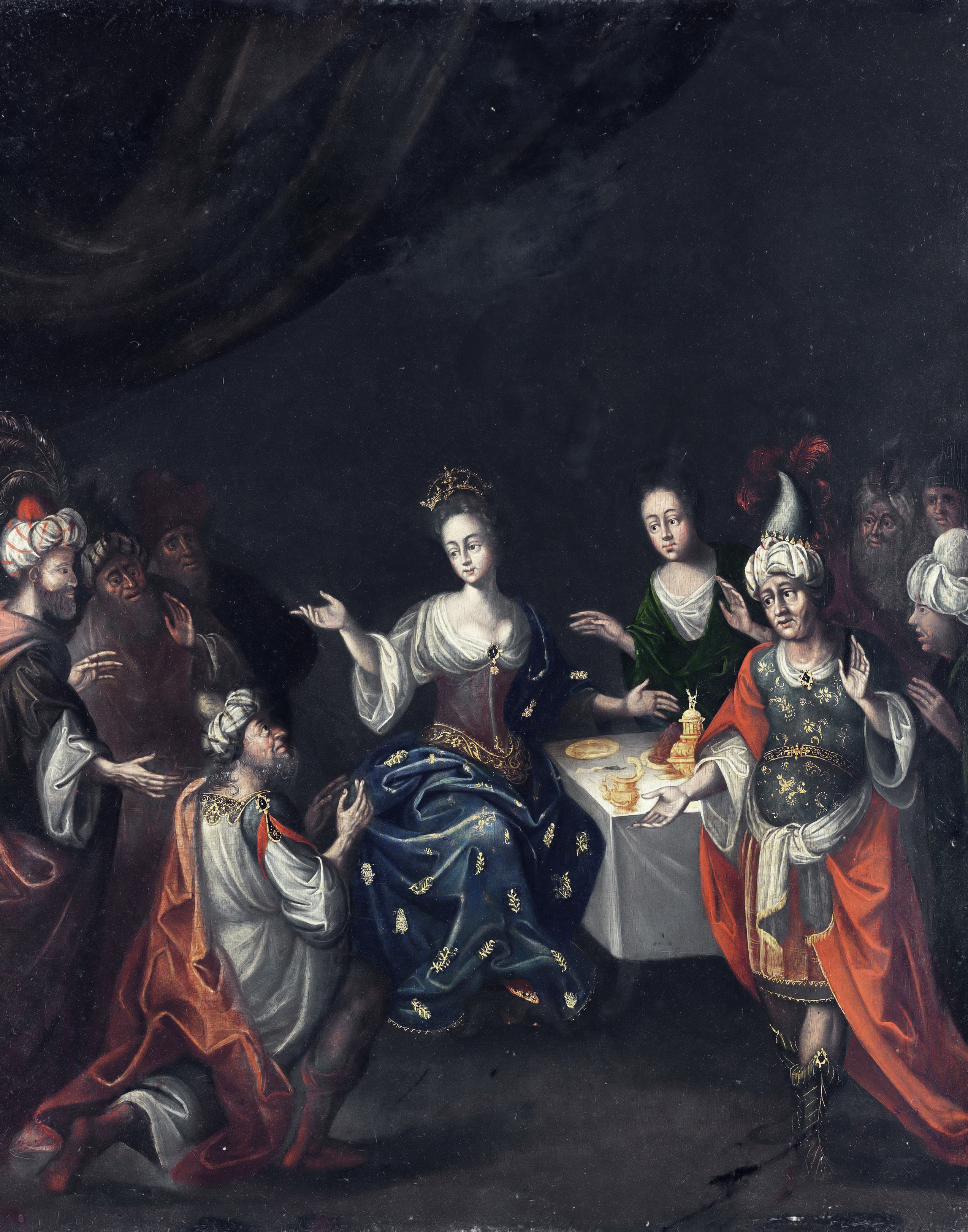
Овдовіла принцеса відмовляється вийти заміж за султана Марокко

16 січня 1680 року 13-річна Марія Анна де Бурбон вийшла заміж за свого двоюрідного брата, принца Конті, в каплиці замку Сен-Жермен-ан-Ле. Її придане становило один мільйон фунтів. Шлюб між принцом крові і однією із узаконених дочок Людовика XIV спричинив скандал. Після катастрофічної шлюбної ночі Марія Анна шокувала двір, оголосивши свого чоловіка поганим коханцем.
У 1683 році Марія Анна втратила свого улюбленого брата графа Вермандуа, народженого в один день з нею роком пізніше. У 1685 році її чоловік захворів віспою, заразившись від принцеси. Хоча Марія одужала, Луї Арман помер через п'ять днів. Після його смерті її почали називати принцесою-вдовою, а також принцесою Конті. На той момент їй було всього 19 років. З того часу вона ніколи більше не одружувалася і навіть відмовилася від пропозиції шлюбу від султана Марокко Ісмаїла ібн Шерифа .
Принцеса Марія Анна де Бурбон була однією з найважливіших дам при дворі свого батька під час подружнього життя із Луї Арманом. Однак її молодша зведена сестра, Луїза Франсуаза де Бурбон, в 1685 році уклала важливіший шлюбний союз з Людовиком де Бурбоном, старшим сином і спадкоємцем принца Конде. Марії Анні довелося уступити старшинство сестрі, яка була на сім років молодша від неї. Це стало причиною сварок між сестрами. У 1692 році їх обійшла Франсуаза-Марія де Бурбон, яка вийшла заміж за Філіпа II Орлеанського і зайняла важливіше місце при дворі. Це дратувало і Марію Анну, і Луїзу Франсуазу.

### Вдівство і смерть
У 1713 році принцеса Конті купила Готель Лорже на вулиці Святого Августина в Парижі, але не жила там до 1715 року, а в 1716 році придбала резиденцію Шато-де-Шуазі. Обидва будинки залишалися у володінні Марії Анни до її смерті. У 1718 році їй був подарований муніципалітет Шан-сюр-Марн, який вона пізніше передала своєму двоюрідному брату, герцогу Ла Вальєру, щоб погасити деякі борги.
Марія Анна де Бурбон була відома своєю красою навіть в зрілому віці. Вона була в гарних стосунках зі своїм батьком і добре ладнала з братом, Великим Дофіном. Його смерть в 1711 році привела її в розпач.
У 1721 році принцеса Марія Анна була призначена опікункою майбутньої нареченої Людовика XV, 3-річної інфанти Маріанни Вікторії Іспанської. Але через юний вік Маріанни шлюб не відбувся, а в 1725 році вона була відіслана назад до Іспанії.
Марія Анна де Бурбон померла від пухлини головного мозку в Парижі 3 травня 1739 року. Вона була похована в каплиці Богоматері в церкві Святого Роха в Парижі.

## Титули та звання
2 жовтня 1666 — 14 травня 1667: Марія Анна де Бурбон
14 травня 1667 — 16 січня 1680: Légitimée de France, «мадемуазель де Блуа»
16 січня 1680 — 9 листопада 1685: принцеса Конті
9 листопада 1685 — 3 травня 1739: принцеса-вдова Конті, герцогиня Ла Вальєр